# Jin Ziwei
Jin Ziwei (en chino: 金紫薇; Shenyang, 17 de octubre de 1985) es una deportista china que compitió en remo.
Participó en tres Juegos Olímpicos de Verano, obteniendo una medalla de oro en Pekín 2008, en la prueba de cuatro scull, el cuarto lugar en Atenas 2004 (ocho con timonel) y el quinto en Londres 2012 (cuatro scull).
Ganó una medalla de bronce en el Campeonato Mundial de Remo de 2007, en la prueba de cuatro scull.

## Palmarés internacional
| Juegos Olímpicos   | Juegos Olímpicos  | Juegos Olímpicos  | Juegos Olímpicos |
| Año                | Lugar             | Medalla           | Prueba           |
| ------------------ | ----------------- | ----------------- | ---------------- |
| 2008               | Pekín (China)     | Medalla de oro    | Cuatro scull     |
| Campeonato Mundial |                   |                   |                  |
| Año                | Lugar             | Medalla           | Prueba           |
| 2007               | Múnich (Alemania) | Medalla de bronce | Cuatro scull     |